# Les Aventures de Winnie l'ourson (film)
Pour les articles homonymes, voir Les Aventures de Winnie l'ourson.
Vous lisez un « article de qualité » labellisé en 2015.
Série Classiques d'animation Disney
Robin des Bois
(1973) Les Aventures de Bernard et Bianca
(1977)
Série Winnie l'ourson
Winnie l'ourson 2
(1997)
Pour plus de détails, voir Fiche technique et Distribution.
Les Aventures de Winnie l'ourson ou Les Merveilleuses Aventures de Winnie l'ourson au Québec (The Many Adventures of Winnie the Pooh) est le 28e long métrage d'animation et le 22e « Classique d'animation » des studios Disney. Sorti en 1977 et basé sur les personnages d'Alan Alexander Milne créés en 1926, ce film est en fait la réunion de trois moyens métrages préexistants : Winnie l'ourson et l'Arbre à miel (1966), Winnie l'ourson dans le vent (1968) et Winnie l'ourson et le Tigre fou (1974), agrémentés de transitions inédites.
Le film est sorti en complément de programme du film Les Petits Voleurs de chevaux.
Les critiques sont peu nombreuses en raison de l'exploitation d'abord en moyen métrage puis en une compilation. Certains spécialistes de Disney font même l'impasse sur ce long métrage dans leur anthologie. Le principal intérêt du film est de regrouper les premiers moyens métrages consacrés à Winnie l'ourson avant que le studio ne se lance à partir des années 1980 dans une exploitation plus large de la franchise Winnie l'ourson, avec des séries d'animations et plusieurs longs métrages. À partir de 2002, les éditions DVD du film Les Aventures de Winnie l'ourson comportent, en bonus, un moyen métrage supplémentaire, Sacrée journée pour Bourriquet, produit en 1983.

## Synopsis
Le film est composé de trois histoires narrant les aventures de Winnie l'ourson et de ses amis de la Forêt des rêves bleus. Les transitions entre chaque histoire se présentent sous la forme des pages d'un livre qui se tournent avec un élément animé. L'édition en DVD comporte une quatrième histoire en bonus.
1. Winnie l'ourson et l'Arbre à mielLa gourmandise de Winnie le place dans des situations embarrassantes.
2. Winnie l'ourson dans le ventUn vent violent perturbe la vie des habitants de la forêt, en particulier le tout léger Porcinet.
3. Winnie l'ourson et le Tigre fouLe turbulent Tigrou pousse à bout la patience de ses amis qui décident de l'égarer dans la forêt. Mais tel est pris qui croyait prendre.
4. Sacrée journée pour Bourriquet (bonus DVD seulement)Les habitants de la forêt ont décidé d'organiser un anniversaire-surprise pour Bourriquet. Celui-ci prend leur comportement pour de l'indifférence.
Dans le dernier chapitre, les habitants de la forêt des rêves bleus apprennent que c’est leur dernier jour avant que Jean-Christophe ne reprenne l'école. Le jeune garçon va avec Winnie dans leur coin préféré. Ensemble, ils parlent de ce qu'ils aiment faire, jusqu'à ce que Jean-Christophe demande à Winnie d'aller seul à cet endroit de temps en temps et lui fasse promettre qu'il ne l'oubliera jamais.

## Fiche technique
- Titre original : The Many Adventures of Winnie the Pooh
- Titre français : Les Aventures de Winnie l'ourson
- Titre québécois : Les Merveilleuses Aventures de Winnie l'ourson
- Réalisation : John Lounsbery et Wolfgang Reitherman, assistés de Ed Hansen, Dan Alguire et Richard Rich
- Scénario : Xavier Atencio, Ted Berman, Larry Clemmons, Ken Anderson, Eric Cleworth, Vance Gerry, Winston Hibler, Julius Svendsen et Ralph Wright d'après les romans d'A. A. Milne illustrés par Ernest H. Shepard
- Conception graphique :
  - Cadrage (Layout) : Don Griffith, assisté de Basil Davidovich, Joe Hale, Sylvia Roemer et Dale Barnhart
  - Décors : Al Dempster, Bill Layne, Art Riley et Ann Guenther
- Animation :
  - Supervision : Hal King, Eric Cleworth, Milt Kahl, Ollie Johnston, Frank Thomas et John Lounsbery
  - Animation des personnages : Art Stevens, John Sibley, Eric Larson, Cliff Nordberg, Don Bluth, Walt Stanchfield, Gary Goldman, Hal Ambro, Burny Mattinson, Dale Baer, John Pomeroy, Fred Hellmich, Chuck Williams, Bill Keil, Richard Sebast et Andrew Gaskill
- Son : Robert O. Cook et Herb Taylor
- Montage : Tom Acosta et James Melton (film), Evelyn Kennedy (musique)
- Musique :
  - Chansons : Richard M. Sherman et Robert B. Sherman
  - Arrangements et direction : Buddy Baker
- Production : Wolfgang Reitherman ; Don Duckwall  (direction de production)
- Sociétés de production : Walt Disney Productions
- Société de distribution : Buena Vista Pictures Distribution
- Pays d'origine :  États-Unis
- Langue originale : anglais
- Format : Couleurs – 35 mm – 1,37:1 (1,75:1 étendu) – Son mono (RCA Sound System)
- Durée : 74 minutes
- Dates de sortie :
  - États-Unis : 11 mars 1977[1]
  - France : 3 juin 1977

Sauf mention contraire, les informations proviennent des sources suivantes : Mark Arnold et IMDb.

## Distribution

### Voix originales

#### 1erdoublage(1977)
- Sebastian Cabot : Narrateur
- Sterling Holloway : Winnie the Pooh
- Ralph Wright : Eeyore
- Hal Smith : Owl
- Junius Matthews : Rabbit
- Paul Winchell : Tigger
- John Fiedler : Piglet
- Howard Morris : Gopher
- Barbara Luddy : Kanga
- Clint Howard : Roo (Honey Tree, Blustery Day)
- Dori Whitaker : Roo (Tigger Too)
- Bruce Reitherman : Christopher Robin (Honey Tree)
- Jon Walmsley : Christopher Robin (Blustery Day)
- Timothy Turner : Christopher Robin (Tigger Too)
- James McDonald, Dal McKennon, Ginny Tyler : Bees (Abeilles) - non crédités
- Thurl Ravenscroft : Chanteur soliste

Source : d'après John Grant, Mark Arnold et IMDb

#### 2edoublage(2011)
Un redoublage a été réalisé en 2011 dans le cadre des Mini-aventures de Winnie l'ourson (The Mini Adventures of Winnie the Pooh).
- John Cleese : Narrateur
- Jim Cummings : Winnie the Pooh / Tigger
- Travis Oates : Piglet
- Bud Luckey : Eeyore
- Craig Ferguson : Owl
- Tom Kenny : Rabbit
- Howard Morris : Gopher
- Barbara Luddy : Kanga
- Wyatt Hall : Roo
- Jack Boulter : Christopher Robin

### Voix françaises
Les trois moyens métrages constituant le film ayant été déjà doublés à l'occasion de leur sortie en salles en 1967, 1970 et 1974, ils ont été conservés en l'état et seules les deux séquences intercalaires et l'épilogue inédits ont été doublés spécialement pour la sortie de 1977, ce qui explique les différences de voix pour un même rôle.

#### 1erdoublage(1977)
Ce doublage est actuellement celui disponible sur la plate-forme de vidéo à la demande Disney+, malgré le fait que le carton de doublage présent à la fin du film indique le second doublage.
- Roger Carel : Winnie l'ourson / Porcinet / Coco Lapin
- Henry Djanik : maître Hibou
- Pierre Marret : Bourriquet
- Jacques Hilling (Winnie l'ourson dans le vent) puis Christian Marin (Winnie l'ourson et le Tigre fou) : Tigre Dingo (Tigrou)[NB 2]
- Micheline Dax : Grand Gourou
- Jo Charrier : Grignotin
- Benjamin Boda (Winnie et l'Arbre à miel et Winnie l'ourson dans le vent) puis Christophe Bruno (Winnie l'ourson et le Tigre fou) : Jean-Christophe
- Michel Gudin : Narrateur

Source : d'après le générique de la version d'origine et le carton DVD

#### 2edoublage(1997)
En 1997, un redoublage exploité uniquement dans la VHS et le laserdisc de 1997 a été réalisé pour harmoniser les voix des trois moyens métrages, avec entre autres Patrick Préjean, voix officielle de Tigrou depuis la série télévisée de 1983.
- Roger Carel : Winnie l'ourson / Porcinet / Coco Lapin
- Patrick Préjean : Tigrou
- Henry Djanik : maître Hibou / Bourriquet
- Jackie Berger : Jean-Christophe / Petit Gourou
- Claude Chantal : Maman Gourou
- Guy Piérauld : La Taupe
- Patrice Baudrier : Narrateur

Version française réalisée par Télétota ; dialogues : Louis Sauvat ; lyrics : Louis Sauvat et Luc Aulivier ; direction artistique : Patricia Angot ; direction musicale : Georges Costa.

#### 3edoublage(2011)
Redoublage réalisé dans le cadre des Mini-aventures de Winnie l'ourson (The Mini Adventures of Winnie the Pooh).
- Jean-Claude Donda : Winnie l'ourson
- Michel Mella : Coco Lapin
- Hervé Rey : Porcinet
- Patrick Préjean : Tigrou
- Wahid Lamamra : Bourriquet
- Bernard Alane : maître Hibou
- Céline Monsarrat : Grand Gourou
- Bonnie Lener : Petit Gourou
- Tom Trouffier : Jean-Christophe
- Patrick Pellegrin : Grignotin
- François Berland : Narrateur

### Voix québécoises (1996)
- Jean-Louis Millette : Winnie l'ourson
- Ronald France : Tigrou
- Daniel Lesourd : Porcinet
- Xavier Morin-Lefort : Jean-Christophe
- Serge Turgeon : Bourriquet
- Alain Gélinas : Coco Lapin
- Johanne Léveillé : Maman Gourou
- Catherine Brunet : Petit Gourou
- Pierre Verville : Grignotin
- Hubert Gagnon : maître Hibou
- Edgar Fruitier : Narrateur

Version québécoise
Direction artistique : Vincent Davy
Adaptation des dialogues : François Asselin
Société de doublage : AstralTech
Note : Le doublage québécois n'a été exploité que sur la VHS de 1996.

## Sorties cinéma
Sauf mention contraire, les informations suivantes sont issues de l'Internet Movie Database.
- États-Unis : 11 mars 1977
- Royaume-Uni : 5 avril 1977
- Canada : 15 mai 1977
- France : 3 juin 1977
- Japon : 2 juillet 1977
- Chine : 16 juillet 1977
- Suède : 1er août 1977
- Allemagne de l'Ouest : 16 septembre 1977
- Norvège : 19 octobre 1977
- Grèce : 24 novembre 1977
- Argentine : 5 décembre 1977
- Brésil : 5 décembre 1977
- Hong Kong : 5 décembre 1977
- Danemark : 13 décembre 1977
- Autriche : 20 décembre 1977
- Finlande : 20 décembre 1977
- Australie : 26 décembre 1977
- Kenya : 1er janvier 1978
- Guatemala : 25 janvier 1978
- Cambodge : 4 juin 1979

## Sorties vidéo
- 25 mars 1996 : VHS (Québec), format 4/3, 1er doublage
- 5 août 1997 : VHS et LaserDisc, format 4/3, 2e doublage
- Printemps 2002 : DVD et VHS (Québec), 1er doublage
- 16 octobre 2002 : DVD et VHS, format 4/3, 1er doublage
- 23 octobre 2003 : 2 Coffrets 3 DVD, format 4/3, 1er doublage
- 20 octobre 2004 : Coffret 3 DVD, format 4/3, 1er doublage
- 19 octobre 2005 : Coffret 3 DVD, format 4/3, 1er doublage
- 5 novembre 2005 : Coffret 2 DVD, format 4/3, 1er doublage
- 26 octobre 2006 : Coffret 2 DVD, format 4/3, 1er doublage
- 26 octobre 2006 : Coffret 6 DVD, format 4/3, 1er doublage
- 1er juillet 2009 : Coffret 2 DVD, format 4/3, 1er doublage
- 2 septembre 2009 : DVD, format 4/3, 1er doublage
- 20 mars 2017 : Coffret 3 DVD, format 4/3, 1er doublage

## Production
Au début des années 1960, Walt Disney a déjà réussi de nombreux projets, que ce soit son premier long métrage d'animation ou la création du parc Disneyland, et il lui devient difficile de se surpasser. Produire un court métrage de Mickey Mouse en quelques semaines ou obtenir la simplicité et l'innocence dans un film comme Dumbo (1941) ne lui apportent plus de satisfaction, mais il se lance un nouveau défi : adapter les personnages d'Alan Alexander Milne. Selon Dave Smith, Walt Disney aurait eu cette idée car ses filles aimaient lire les histoires de Winnie l'ourson, ce qui n'est pas sans rappeler la genèse de Mary Poppins (1964). Disney négocie et obtient les droits d'adaptation pour les 23 histoires de Winnie l'ourson.
Dès 1961, Walt Disney envisage un long métrage avec Winnie l'ourson mais, après avoir sondé la population américaine, il s'aperçoit que le personnage est assez peu connu malgré une apparition dans l'émission Shirley Temple's Storybook (en). Il préfère se contenter de moyens métrages pour tester ce classique de la littérature anglaise inconnu des petits Américains. De plus, selon Robin Allan, le studio considère les histoires trop juvéniles pour maintenir l'intérêt du public durant un long métrage. Walt Disney donne pour consigne de rester proche des dessins de Shepard qui illustrent les ouvrages originaux de Milne. En 1961, la société Buena Vista International est créée pour gérer les licences Disney, dont celle de Winnie l'ourson.

### Premier moyen métrage en 1966

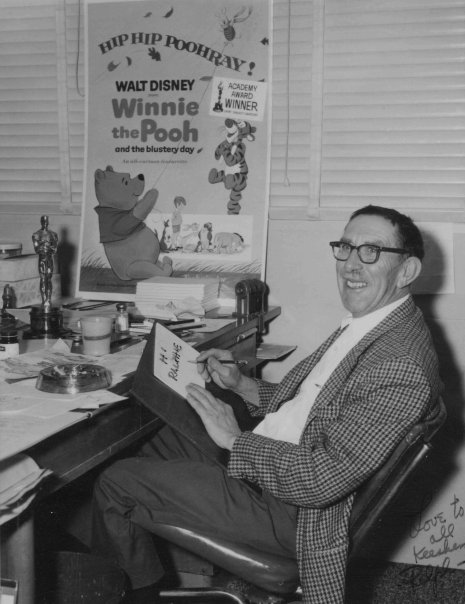
Ralph Wright devant l'affiche de Winnie l'ourson et l'Arbre à miel en 1968.

Deux histoires sont sélectionnées pour un premier moyen métrage, Winnie l'ourson et l'Arbre à miel, réalisé par Wolfgang Reitherman et qui sort en 1966. Inquiet de ne pas satisfaire le public américain, le studio ajoute le nouveau personnage de Grignotin et donne à Jean-Christophe un accent américain. Winnie l'ourson et l'Arbre à miel reprend les deux premières histoires de Milne avec quelques modifications. La plus notable est l'ajout du personnage de Grignotin (Gopher en version originale). Selon John Grant, la scène où Winnie est coincé dans le terrier de Coco Lapin est à la fois issue du texte de Milne et influencée par des souvenirs d'enfance de Walt Disney. Mais selon une interview réalisée par Bill Davidson, la scène n'est pas présente dans le livre original et aurait été ajoutée par Walt Disney lors de sa première lecture lors d'une réunion préparatoire. Les scénaristes la développent du point de vue du lapin, lequel est perturbé par la modification du décor de son foyer en raison de la présence d'un fessier d'ourson au milieu du mur. Walt Disney considère cette scène comme la plus drôle du film.
Le résultat final ne satisfait pas Disney. Hospitalisé, Walt Disney reste sollicité pour de nouveaux films et profite d'être alité pour lire des scénarios. Il lit La Toile de Charlotte d'E. B. White mais refuse la proposition, arguant que le studio ne doit plus produire de nouveau moyen métrage comme Winnie l'ourson et l'Arbre à miel dont le coût de production ne pouvait pas être compensé par une exploitation en moyen métrage,. Après la mort de Walt Disney, malgré son avis et le mauvais résultat en salle, la qualité technique de Winnie l'ourson et l'Arbre à miel pousse le studio à produire d'autres moyens métrages. Ces moyens métrages comme les courts métrages du studio servent de première partie aux autres productions du studio. D'autre part, le choix d'un accent américain a provoqué un redoublage du film pour supprimer « l'outrage à la population britannique ».

#### Musique: Frères Sherman

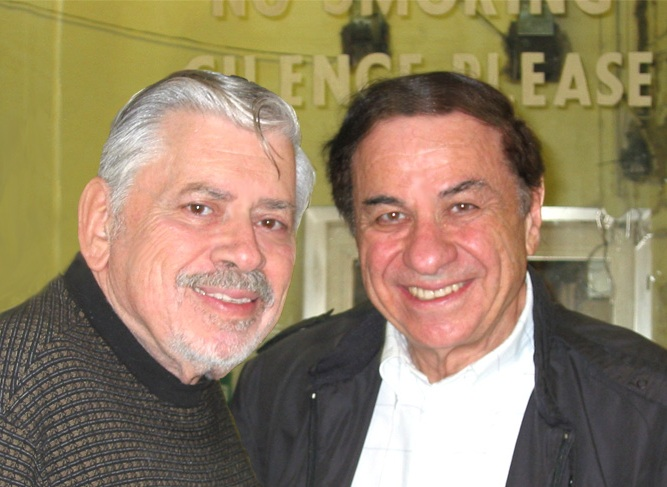
Les frères Sherman en 2002

Durant la production de Mary Poppins (1964), Walt Disney approche les frères Sherman, compositeurs et paroliers, en leur demandant de lire les histoires de Winnie l'ourson et de dire ce qu'ils en pensent. Ils vont voir le dessinateur britannique Tony Walton, qui travaille avec eux sur Mary Poppins, pour qu'il leur donne sa vision du personnage. Ils débutent la composition des chansons en 1965 alors que le projet est toujours de faire un long métrage. Les frères Sherman ont écrit dix chansons pour la série des Winnie dont le thème principal, : Winnie the Pooh, Up, Down and Touch the Ground, Rumbly in My Tumbly, Little Black Rain Cloud, Mind Over Matter, A Rather Blustery Day, The Wonderful Things About Tiggers, Heffalumps and Woozles, The Rain Rain Rain Came Down Down Down et Hip Hip Pooh-Ray!.

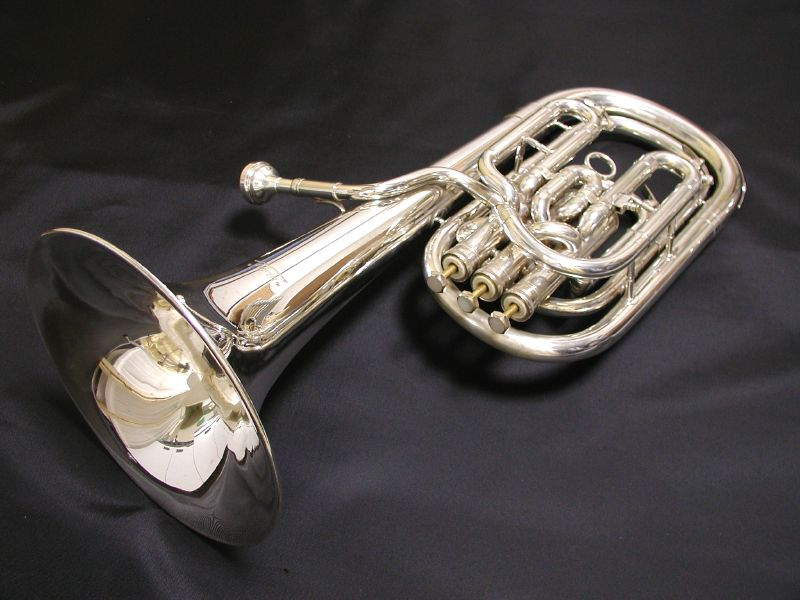
Un saxhorn baryton, instrument signature du personnage de Winnie.

Les frères Sherman considéraient leurs compositions pour Winnie l'ourson comme des « bourdonnements qui apparaissent dans le film de manière accidentelle »,. Ce sont « des chansons légères à l'image de plumes prises dans le vent ». Cette simplicité des chansons est une volonté de Walt Disney pour laisser l'histoire se dérouler toute seule. Pour Tim Hollis et Greg Ehrbar, Up, Down and Touch the Ground est la plus symphonique des chansons, Rumbly in My Tumbly est proche du tango avec une emphase sur le clavecin, et Little Black Rain Cloud une création délicate usant des tintements de cloches comme toile de fond sonore.
En plus des chansons des frères Sherman, Buddy Baker a composé des arrangements et dirigé les sessions d'enregistrement des musiques. Les compositions de Baker ont pour vocation de souligner et donner une signature à chaque personnage grâce à un thème musical qui lui est propre. John Grant précise que chaque personnage est ainsi associé à un ou deux instruments : Winnie au saxhorn baryton ; Christopher à la trompette et à la guitare ; Coco lapin à la clarinette ; maître Hibou à l'ocarina et au cor d'harmonie ; Grand Gourou à la flûte ; Petit Gourou au piccolo ; Bourriquet à la clarinette basse ; Porcinet au hautbois ; et Grignotin à l'harmonica basse.

#### Commercialisation phonographique précoce
À la suite du succès commercial des produits associés aux films Disney depuis les années 1930, le studio a régulièrement accompagné la sortie de ses productions d'éditions phonographiques et autres produits dérivés. Des jouets Winnie l'ourson sous licence ont été proposés dès 1964 par Sears, Roebuck and Company et un disque adapté du moyen métrage Winnie l'ourson et l'Arbre à miel a été édité au printemps 1965 alors que le premier moyen métrage n'était prévu qu'en février 1966. Ce disque est une version narrée du film avec des dialogues extraits de la bande son, non encore diffusée, et comprenait des narrations supplémentaires par Sebastian Cabot pour expliquer les gags visuels du film, ainsi que des interprétations par Toots Camarata qui rallongent les compositions des frères Sherman et ajoutent des ponts entre les scènes et chansons. Sterling Holloway a aussi réalisé pour ce disque plusieurs solos qui seront absents du film. La bande son de Buddy Baker n'était en revanche pas encore finalisée lors de la sortie du disque. Un autre disque a été publié avant la sortie du film, intitulé All Songs from Winnie the Pooh, qui comprenait trois fois le thème principal et durait 15 minutes. Un 45 tours a aussi été édité avec sur une face le thème de Winnie et sur l'autre Little Black Rain Cloud (Le Petit Nuage).

#### Bande originale
- Winnie l'ourson (Winnie the Pooh) - Chœur
- Mains en l'air (Up, Down and Touch the Ground) - Winnie
- J'ai le ventre qui gargouille (Rumbly in My Tumbly) - Winnie
- Le Petit Nuage (Little Black Rain Cloud) - Winnie et Jean-Christophe
- L'Esprit en la matière (Mind Over Matter) - Chœur
- J'ai le ventre qui gargouille (reprise) - Winnie
- Le Grand Vent sifflant (A Rather Blustery Day) - Winnie
- C'est merveilleux d'être un tigre (The Wonderful Thing About Tiggers) - Tigrou
- Les Éphélants et les Nouïfes (Heffalumps and Woozles) - Chœur
- La Pluie, pluie, pluie tombe, tombe, tombe (When the Rain Rain Rain Came Down) - Chœur
- Hip hip ourson (Hip Hip Pooh-Ray!) - Chœur
- C'est merveilleux d'être un tigre (reprise) - Tigrou
- C'est merveilleux d'être un tigre (finale) - Tigrou

### Second moyen métrage en 1968
Comme le souhaitait Walt Disney, l'adaptation des histoires de Winnie l'ourson dont il détenait les droits s'est faite de manière progressive aux États-Unis. Des études préliminaires avaient commencé avant la mort de Walt Disney pour un second moyen métrage et avaient été stoppée mais elles ont repris après la mort de Disney et le film n'est sorti qu'en 1968. Winnie l'ourson dans le vent (1968) dépeint les personnages de la Forêt des rêves bleus confrontés à une tempête et un déluge. Le film s'inspire principalement de quatre histoires de Milne, les chapitres II et VIII de The House at Pooh Corner (1928), les chapitres IX et V de Winnie-the-Pooh (1926) pour respectivement les éfélants et le cauchemar de Winnie. Le moyen métrage comporte ainsi une séquence où Winnie l'ourson vit un cauchemar avec des éfélants et des nouïfes,, reprenant ainsi un thème récurrent des histoires de Milne. Pour David Koenig, cette séquence est à la fois un hommage et un plagiat du concept de la parade des éléphants roses dans Dumbo (1941). Pour Mark Arnold, cette scène est « bien réalisée mais elle est plutôt pâle en comparaison de la séquence [de Dumbo] dont elle s'inspire ».
Le film a été présenté lors de sa première exploitation en première partie du long-métrage Le Cheval aux sabots d'or (1968). Comme pour Winnie l'ourson et l'Arbre à miel, le disque de Winnie l'ourson dans le vent a été édité un an avant la sortie du moyen métrage, mais contrairement au premier opus, aucun élément de la bande sonore du film n'apparaît sur ce disque. Pour Tim Hollis et Greg Ehrbar, cette absence s'explique car la production du moyen métrage n'en était pas encore à l'étape d'enregistrement. Une partie seulement des acteurs du premier film a participé au second disque et l'enregistrement a eu lieu aux studios Sunset Sound Recorders. La chanson Les Éphélants et les Nouïfes (Heffalumps and Woozles) est ainsi absente du disque.
Les deux moyens métrages ont été diffusés à la télévision séparément dans des émissions spéciales sponsorisées par Sears en 1970. Sears continue à promouvoir Winnie au travers de sa licence avec Disney et lance, à l'occasion de l'élection présidentielle américaine de 1972, une fausse campagne politique « Vote for Pooh in '72 », avec par exemple l'organisation d'un faux rassemblement politique devant le château de Cendrillon du parc Magic Kingdom, qui avait été inauguré un an auparavant.

### Troisième moyen métrage en 1974
Le studio poursuit alors la production de disques avec un Winnie the Pooh and Tigger mélangeant la première rencontre de Winnie avec Tigrou et une histoire où Tigrou et Petit Gourou sont coincés dans un arbre. Cette histoire est rapidement choisie pour faire partie d'un troisième moyen métrage, Winnie l'ourson et le Tigre fou, qui sort en 1974,. Ce nouveau film a donc pour héros Tigrou le tigre bondissant à la place de Winnie. Ce sont justement ses bonds à répétition qui sont au centre de l'histoire, avec une fronde des autres personnages, agacés par le comportement turbulent du tigre. L'histoire du moyen métrage légèrement modifiée par rapport au disque Winnie the Pooh and Tigger a aussi été éditée en disque avant la sortie du film mais avec une seconde distribution comprenant Paul Winchell en narrateur et Sam Edwards en Tigrou. De plus, deux versions avec un livre ont été éditées, l'une avec un disque et une narration par Lois Lane, l'autre avec une cassette audio et une narration par Thurl Ravenscroft. Lois Lane, née Lois Wilkinson, est une chanteuse britannique née le 3 avril 1944 à Sleaford, membre du duo The Caravelles avant de commencer une carrière solo sous le nom de Lois Lane et à partir des années 1970 d'être narratrice pour Disneyland Records.
Le moyen métrage est sorti aux États-Unis en complément du film en prise de vue réelle L'Île sur le toit du monde (1974). Ensuite, il est à son tour diffusé à la télévision dans une émission de Sears en 1975.
Malgré la décision de Walt Disney de ne pas faire de long métrage, après la sortie de trois moyens métrages en 1966, en 1968 et 1974, les studios reviennent au projet initial de long métrage et les trois moyens métrages ont ainsi été compilés en 1977, avec des éléments animés liant l'ensemble,,,,. Pour l'occasion, Timothy Turner a réenregistré les répliques de Jean-Christophe dans les deux premiers moyens métrages pour donner une cohérence au long métrage, alors que la voix du jeune garçon était initialement interprétée par Bruce Reitherman dans Winnie l'ourson et l'Arbre à miel et par Jon Walmsley dans Winnie l'ourson dans le vent.

### Personnages

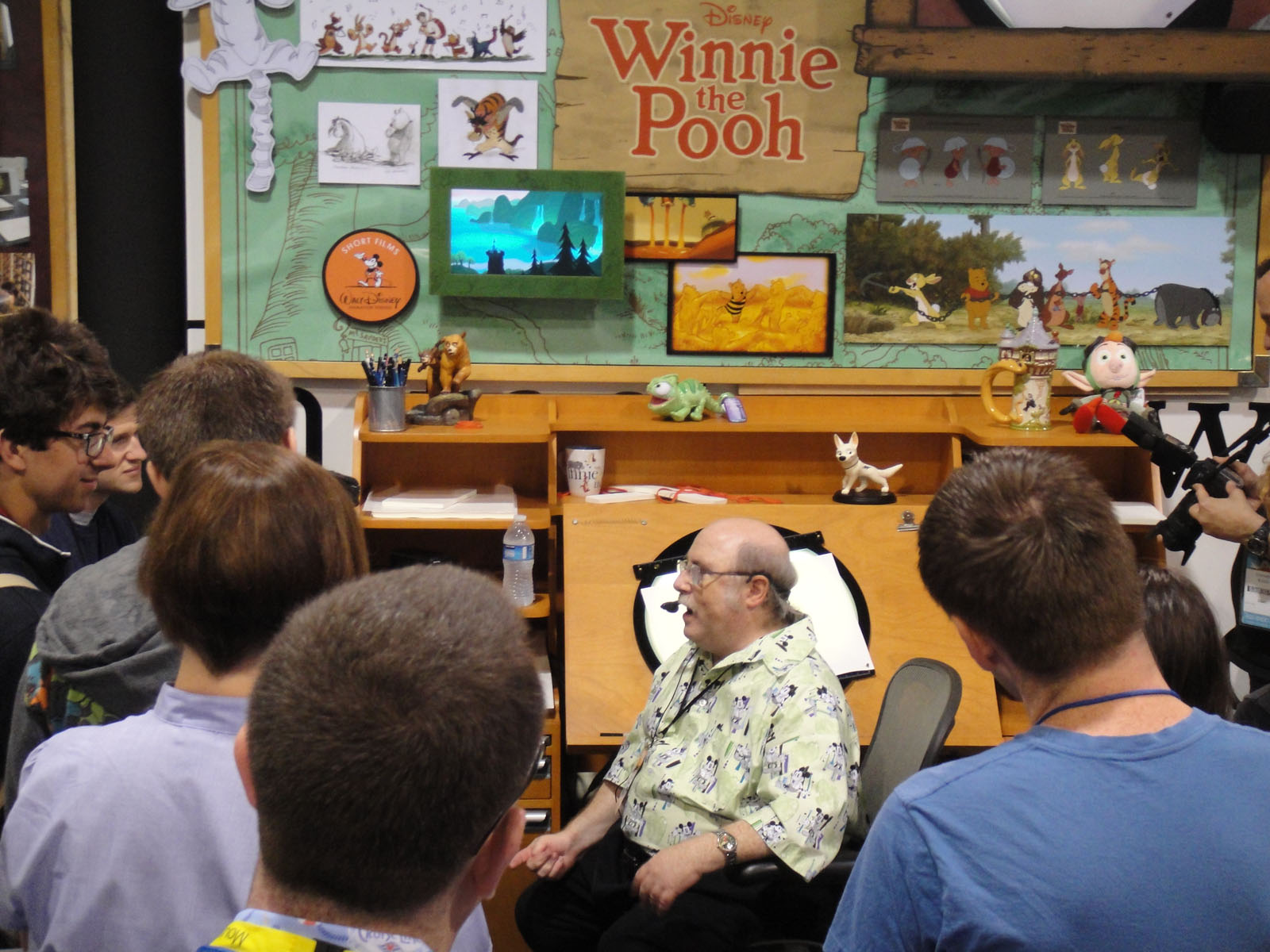
Exposition en 2011 d'éléments de production du film Winnie l'ourson avec Eric Goldberg.

Selon Finch, les personnages ont subi une forme d'américanisation mais les animateurs ont réussi à reproduire l'atmosphère du livre. Le personnage le plus mémorable est Tigrou. Grant résume ainsi les personnages : Porcinet et Tigrou n’apparaissent pas dans la première séquence, Bourriquet et maître Hibou n'apparaissent pas dans la troisième séquence, tandis que Grignotin apparaît dans la troisième séquence et Sacrée journée pour Bourriquet .
Dans la version originale, la plupart des personnages ne sont désignés que par leur espèce: « Owl » pour hibou, « Rabbit » pour lapin, « Piglet » pour porcelet, « Gopher » pour thomomys, etc. Les noms de Kanga (Grand Gourou) et Roo (Petit Gourou) forment un jeu de mots, leur juxtaposition reconstituant le mot « Kangaroo » pour kangourou. Christopher Robin (Jean-Christophe en VF) est le prénom du fils d'A. A. Milne. Quant à Winnie (Winnie the Pooh ou Pooh Bear en anglais), il vit sous le nom de « Sanders ».

#### Winnie, Porcinet et Tigrou

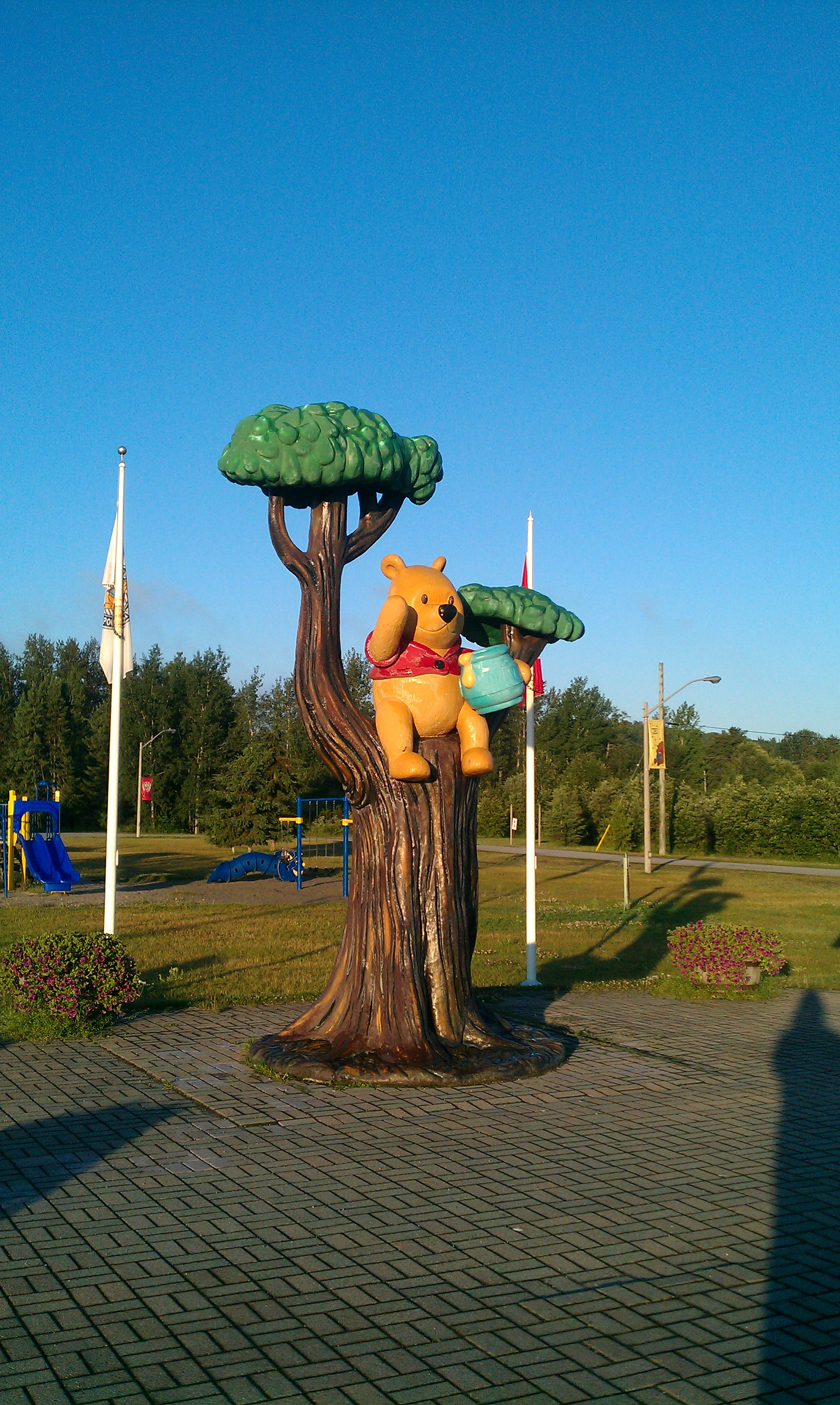
Statue de Winnie l'ourson à White River, Ontario.

Winnie l'ourson (Winnie the Pooh) est un ours un peu faible d'esprit dont la voix originale est celle de Sterling Holloway,. Holloway a doublé des personnages Disney depuis Bambi (1942) avant d'être sous contrat avec la Walt Disney Music Company à partir de 1957. Des problèmes cardiaques sont survenus durant la production des moyens métrages de Winnie avec Disney, affectant sa voix et son travail jusqu'à ce que les médecins découvrent en 1969 que ses problèmes vocaux étaient dus à ses médicaments. Pour John Grant c'est un choix de composition parfaite pour le public américain mais qui a provoqué de nombreuses réactions au Royaume-Uni, où le public a une relation différente avec le personnage du livre. Les voix des autres personnages ont été bien accueillies dans les deux pays. En France, la voix de Winnie est assurée par Roger Carel, une figure du doublage francophone.
Ironiquement, le personnage de Winnie l'ourson est, selon Grant, celui qui a le moins bien réussi à capturer l'esprit donné par Milne dans ses histoires. Grant relie cela soit à sa voix soit à ses proportions à l'écran, plutôt gras voire replet que maigre. Pour Dave Smith, c'est la voix parfaitement choisie de Sterling Holloway qui ajoute de la popularité au personnage. Le Winnie de Disney n'est pas assez proche du Winnie de Milne pour en être une fidèle adaptation à l'écran, mais il n'est pas assez éloigné de l'original pour être véritablement classé dans les créations Disney comme peut l'être Tigrou. Le personnage de Disney, tout comme celui de Milne, n'est pas souvent touché par la Grâce de l'intelligence, même si certaines de ses idées sont bonnes, comme lorsqu'il demande à Jean-Christophe de lever son parapluie pour simuler un nuage noir ou sa solution pour sauver Bourriquet de la rivière. Il reprend aussi le phrasé lunatique donné par Milne dans son livre.
Le personnage de Porcinet (Piglet) est un petit cochon rose extrêmement peureux, qui est le meilleur ami de Winnie. C'est un personnage important de l'œuvre de Milne mais il est en retrait dans les moyens métrages de Disney et totalement absent de Winnie l'ourson et l'Arbre à miel. Curieusement, Shepard a presque toujours représenté Porcinet avec un air révolté, ce que le studio a fidèlement reproduit au travers des oreilles très mobiles, une écharpe épaisse et une voix haut perchée. C'est un personnage au caractère noble et avec un esprit généreux qui fait défaut à beaucoup. Ces éléments en font un personnage apprécié des enfants. Ses mouvements, dont ceux de ses bras, ont servi de vecteurs d'expression aux animateurs pour compenser son apparence de poupée de chiffons et autres peluches avec de simples boutons à la place des yeux, technique aussi utilisée pour Winnie l'ourson.
Tigrou (Tigger) est un tigre qui bondit partout et c'est l'une des créations majeures du monde de l'animation. Pour John Grant, il est réussi car, à l'opposé de Winnie, il ne reproduit pas la création de Milne et devient donc un véritable personnage Disney. Il devient agressivement américain et non plus agressivement non-britannique. Tigrou bondit de manière exubérante et proclame, dans Winnie l'ourson dans le vent, que la chose la plus magnifique au monde pour les tigres est qu'il est le seul de son espèce, ce qui constitue un soulagement pour les autres personnages. Il a aussi l'habitude de proclamer que les tigres font les choses mieux que tout le monde, avant de se rétracter, après l'échec de la tâche annoncée ou face à la réalité de la situation. Dans Sacrée journée pour Bourriquet, le spectateur découvre que Tigrou n'est pas totalement honnête et peut mentir pour cacher une faute. L'animation du personnage fut entièrement supervisée par Milt Kahl, et ce dernier représenta le tigre comme réaliste, mais également comme une peluche, dans un style angulaire, propre à l'animateur qu'il a toujours utilisé et ce depuis Pinocchio. La tâche d'animer Tigrou ne fut pas un problème pour le vétéran, car pour Kahl, il s'agissait de son troisième Tigre qu'il anime au Studio Disney, le premier étant le Tigre du court-métrage Tiger Trouble (1945), et le second, le féroce et populaire antagoniste du Livre de la Jungle (1967), Shere Khan.

#### Coco Lapin, maître Hibou, Bourriquet et Jean-Christophe
Coco Lapin (Rabbit) est un lapin dont la voix originale est celle de Junius Matthews, sauf dans Sacrée journée pour Bourriquet où il est remplacé par Will Ryan. Matthews a été découvert par Walt Disney lorsqu'il interprétait le rôle d'une pomme de terre à la radio dans une série intitulée Coronet,. Coco Lapin est le personnage le plus organisé et rigoureux et, malgré les revendications de maître Hibou, le plus intelligent du groupe d'amis de la Forêt des rêves bleus. Il est aussi le plus irascible et obstiné du groupe. Pour Grant c'est une création majeure du monde du dessin animé mais qui ne peut pas exister en dehors des films de Winnie l'ourson Son animation est assurée par l'un des neuf vieux messieurs, John Lounsbery, et bien plus tard dans le court métrage Winnie l'Ourson et le Tigre Fou, par Don Bluth et John Pomeroy deux animateurs tout juste récemment arrivé au statut d'animateur au studio Disney.
Maître Hibou (Owl) est un vieux et sage hibou dont l'érudition est certainement surestimée par ses amis, comme le prouve son incapacité à écrire « Joyeux Anniversaire » dans Sacrée journée pour Bourriquet. Graphiquement, maître Hibou est dans la même lignée que M. Hibou dans Bambi (1942) et Archimède dans Merlin l'Enchanteur (1963). Son animation fut supervisée par John Lounsbery.
Bourriquet (Eeyore) est un âne mélancolique très fidèle à l'œuvre de Milne et aux esquisses de Shepard. En dehors de sa morosité, son principal trait de caractère est sa queue qu'il perd à plusieurs reprises et que Jean-Christophe attache avec une punaise. Sa voix originale est celle de Thurl Ravenscroft, qui est aussi la voix depuis 1952 du tigre Tony, mascotte des céréales Frosties dans les publicités de la marque Kellogg's. Ravenscroft a aussi donné sa voix à Bourriquet sur des disques de Walt Disney Records, où le personnage est beaucoup plus drôle que dans le film. Son animation fut supervisée par John Lounsbery également.
Jean-Christophe (Christopher Robin) joue, comme dans le livre, le rôle important du conciliateur, calmant les choses quand les autres personnages se disputent, par exemple entre Coco Lapin et Tigrou. Graphiquement et pour le reste de sa personnalité, il est proche d'Arthur dans Merlin l'Enchanteur (1963) ou de Taram dans Taram et le Chaudron magique (1985), un petit garçon mignon mais faible comparé aux autres, « nul » selon John Grant. Comme dans le livre, Jean-Christophe semble extérieur à l'action, il réfléchit aux projets, discute avec ses amis mais n'entre pas dans le propre de l'histoire.

#### Autres personnages

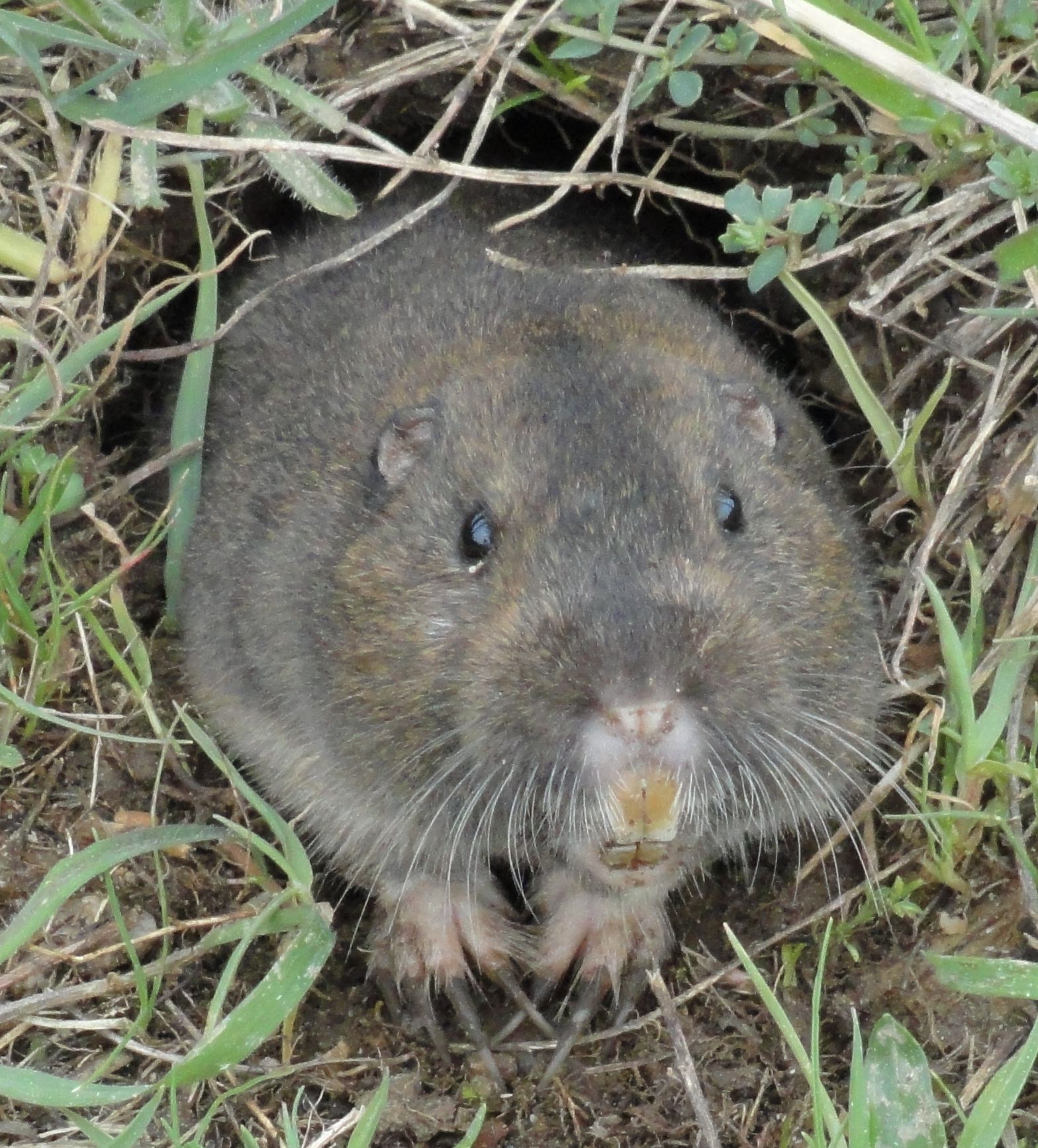
Un gaufre à poche ou thomomys, mammifère nord-américain qui a inspiré le personnage de Grignotin.

Le personnage de Grignotin (Gopher), crédité en français de « taupe », est en fait un thomomys ou gaufre, sorte de petit rongeur terrestre proche du chien de prairie de la famille des Geomyidae, que l'on trouve en Amérique du Nord. Pour John Grant, c'est le second personnage le plus controversé du film après Winnie. Il a été créé à la demande de Walt Disney pour remplacer Porcinet dans le premier moyen métrage, Winnie l'ourson et l'Arbre à miel, avant que le petit cochon ne soit rétabli dans son rôle de meilleur ami de Winnie dès la deuxième adaptation. Pour John Grant, l'ajout de ce personnage est moins réussi que celui de la Poignée de porte (Doorknob) dans Alice au pays des merveilles (1951). Selon un journaliste du Hartford Times (Connecticut), la nièce de l'auteur, Angela Milne, avait déclaré, dans une interview en 1966, que son oncle avait prévu un personnage de rongeur aperçu par son fils près de leur maison, mais que l'éditeur avait insisté pour le faire disparaître. Toutefois John Grant met en doute ces affirmations et précise que l'ajout de Grignotin n'est pas cohérent avec le fait que les gaufres ne vivent pas sur les îles britanniques. Pour Grant, « Grignotin est, avec ses deux dents proéminentes, une caricature de l'ouvrier de chantier sur lequel personne ne souhaiterait tomber en cherchant de l'aide dans le bottin, artisan qui ne parle jamais du montant du devis mais dont on est certain qu'il sera cher ». En dehors de cette apparition au début de Winnie l'ourson dans le vent, il n'apparaît plus dans les moyens métrages mais il est à nouveau présent dans des séries et films d'animation à partir des années 1990. Vétéran du Studio, mais aussi réalisateur sur le troisième segment qui compose le Classique d'animation, John Lounsbery, fut chargé de superviser l'animation du gaufre. Le physique du personnage fut basé sur un autre animal, précédemment animé par Lounsbery qui n'est autre que le Castor dans La Belle et le Clochard (1955), les deux personnages avaient comme points communs suivants, ils étaient rongeurs, et parlaient en sifflant. Une partie de l'animation du Castor fut réutilisée pour l'implanter chez le gaufre.
Grand Gourou (Kanga) et Petit Gourou (Roo) sont des personnages secondaires dans les livres et le restent dans les moyens métrages. Les auteurs ne font que les mentionner brièvement en précisant seulement l'identité de leur doubleurs. Grant précise dans la préface de son encyclopédie qu'il ne développe que les traits spécifiques au studio Disney ; on peut donc supposer que les deux kangourous sont très proches de ceux créés par Milne.

## Exploitation et accueil
Un contrat commercial et promotionnel a été signé très tôt avec la chaîne de magasins Sears et la compilation Les Aventures de Winnie l'ourson a servi de fer de lance pour populariser la version Disney des personnages de Winnie l'ourson et ses amis. L'une des premières exploitations est un plateau de jeu illustré publié par Parker en 1964 représentant Winnie, Porcinet et Tigrou. Porcinet et Tigrou n'apparaissent pas dans Winnie l'ourson et l'Arbre à miel et sont représentés sur ce jeu sous des traits proches des illustrations de Shepard. Il est suivi par plusieurs jouets et des disques, édités par Walt Disney Records en 1965 et nommés Honey Tree, dont la pochette reprend l'illustration du plateau de jeu. La sortie de Winnie l'ourson et l'Arbre à miel en 1966 a été commentée par Shepard, qui la considère comme un « simulacre total », et par Madame Milne, qui a été au contraire « satisfaite du résultat ».

### Produits dérivés, exploitation par séquence puis compilation
Les différents segments du film ont d'abord été exploités séparément avant qu'ils ne soient réunis dans cette compilation. Le second moyen métrage Winnie l'ourson dans le vent a reçu un accueil plus chaleureux que le premier opus. Il a même obtenu l'Oscar du meilleur court métrage d'animation lors de la cérémonie de 1969 et Winnie l'ourson et le Tigre fou a été nommé dans la même catégorie en 1975. Le personnage est assez populaire pour qu'en octobre 1972, et à nouveau en octobre 1976, le parc Disneyland organise une animation dans laquelle Winnie l'ourson était candidat aux élections présidentielles américaines,. Des disques musicaux ont été édités pour ces fausses campagnes avec la voix de Sterling Holloway comme narrateur remplaçant Sebastian Cabot, semble-t-il déjà en mauvaise santé car il est mort l'année suivante. L'édition de 1976 comprenait même un cahier de coloriage. En plus des disques publiés en complément, du moins en amont de la production des moyens métrages, d'autres disques utilisant d'autres histoires de Milne ont été proposés. Tim Hollis et Greg Ehrbar mentionnent Winnie the Pooh and Tigger mélangeant la première rencontre de Winnie avec Tigrou et une histoire où Tigrou et Petit Gourou sont coincés dans un arbre, qui a ensuite été reprise dans le troisième moyen métrage Winnie l'ourson et le Tigre fou (1974), ainsi que Winnie the Pooh and the North Pole Expotition où Winnie et ses amis vont au pôle Nord, histoire adaptée ultérieurement dans Les Aventures de Porcinet (2003).
Le film étant une compilation, il n'a jamais été adapté en bande dessinée dans son intégralité mais chacune des histoires a fait l'objet de bandes dessinées et plusieurs publications régulières existent. Une publication de Winnie l'ourson en bande dessinée a ainsi débuté aux États-Unis en 1977, commercialisée par Gold Key, et un comic strip en 1978. Les trois moyens métrages ont été proposés en vidéo aux États-Unis dès 1981.
Des extraits du film ont été diffusés le 11 décembre 1982 avec d'autres extraits de films Disney sous le titre Winnie the Pooh and Friends. C'est l'une des nombreuses émissions spéciales produites par le studio Disney et diffusées à la télévision en syndication.

### Quatrième moyen métrage, éditions DVD et évolution de la franchise
Le film Les Aventures de Winnie l'ourson est dès l'origine l'un des éléments d'une franchise. À la liste des moyens métrages compilés dans ce film, John Grant ajoute un court métrage éducatif, Winnie the Pooh Discovers the Seasons (1981), et un quatrième moyen métrage intitulé Sacrée journée pour Bourriquet (1983), distribué sous le label Disney mais produit par Rick Reinert Productions. Le studio Disney avait déjà sous-traité des films d'animation, principalement des courts métrages publicitaires et des productions télévisuelles, mais aucun film grand public depuis Les Bébés de l'océan (1938). Le personnage central de ce moyen métrage est Bourriquet, dont c'est l'anniversaire. Selon John Grant, l'esthétique de la compilation est très fidèle aux illustrations originales d'E. H. Shepard mais la production de Reinert est de qualité inférieure. Leonard Maltin confirme l'infériorité du quatrième moyen métrage. Pour Dave Smith, c'est l'absence des acteurs vocaux d'origine qui porte atteinte à la qualité du film. La sortie du moyen métrage a été couplée avec la ressortie du long métrage Merlin l'Enchanteur (1963), dont il a été le pré-programme dans les salles de cinéma.
Les éditions DVD des Aventures de Winnie l'ourson à partir de 2002 comportent Sacrée journée pour Bourriquet en supplément. La narration n'y est pas assurée par Sebastian Cabot, décédé en 1978. L'édition DVD comporte aussi un documentaire sur la genèse des quatre moyens métrages dont des entretiens avec les animateurs X Atencio, Ollie Johnston, Frank Thomas et Burny Mattinson.
Par la suite, la franchise sur Winnie l'ourson a été complétée par plusieurs longs métrages dans les années 2000 et 2010, certains sortis directement en vidéo. Les Aventures de Winnie l'ourson a aussi été scindé en plusieurs épisodes en 2011 pour être intégré dans la série Les Escapades de Winnie l'ourson (The Mini Adventures of Winnie the Pooh), comprenant 29 épisodes de 2 minutes chacun, diffusée sur Disney Junior.

## Analyse
Leonard Maltin décrit les moyens métrages comme des « pépites » dont les animations ressemblent aux illustrations des livres originaux et dont la durée a permis aux cinéastes de ne pas comprimer ni étirer le scénario. Pour Maltin, Winnie l'ourson et l'Arbre à miel est l'une des créations les plus adorables du studio, capturant l'atmosphère des illustrations originales de Shepard et les amenant un peu plus loin avec délice. Maltin considère Winnie l'ourson et l'Arbre à miel et Winnie l'ourson dans le vent comme les courts ou moyens métrages les plus charmants du studio depuis des années, à la fois visuellement et dans leur ensemble. Pour Christopher Finch, la seconde séquence, Winnie l'ourson dans le vent, est la plus réussie, faisant interagir le livre du conte avec l'histoire qu'il contient et qui est racontée ; les pages sont ainsi tournées par le vent ou les mots effacés par la pluie. Dave Smith qualifie la scène de cauchemar avec les éfélants et les nouïfes comme la plus imaginative. Mark Arnold considère les moyens métrages de Winnie l'ourson, et surtout leurs multiples rediffusions télévisées dans les années 1970 et 1980, comme une preuve que l'ourson est le plus grand rival de Mickey Mouse auprès du public.
John Grant n'évoque pas les films de Winnie l'ourson dans la section « Longs métrages » de son encyclopédie mais parmi les courts métrages et séries télévisées, considérant Les Aventures de Winnie l'ourson comme une compilation. De même, David Koenig qui reprend chaque long métrage et y associe les déclinaisons dans les parcs à thèmes, ne liste pas la compilation.
Après la réaction hostile des critiques envers Alice au pays des merveilles (1951), Walt Disney avait déclaré qu'il n'adapterait plus aucun classique de la littérature enfantine britannique en animation mais les productions suivantes ont été bien accueillis comme Peter Pan (1953). Pour John Grant, Walt Disney a eu tort avec cette déclaration. Pour Mark Arnold, la décision de Walt Disney de produire une série de moyens métrages pour provoquer une lente sensibilisation du public, principalement américain, est une réussite car Winnie est devenu l'un des personnages les plus populaires du studio depuis Mickey Mouse. Les moyens métrages de Winnie L'ourson sont selon Grant plus pauvres que les longs métrages, tout comme la série Les Nouvelles Aventures de Winnie l'ourson (1988-1991) qui présente les mêmes personnages que les films dans de nouvelles histoires.
À l'opposé des spécialistes de Disney, Ruth Hill Viguers écrit dans A Critical History of Children’s Literature que, durant les années 1960, Winnie l'ourson et d'autres réalisations du studio Disney ont « détruit l'intégrité des ouvrages originaux » de la littérature pour la jeunesse.

## Adaptations, suites et produits dérivés
Ayant négocié les droits d'adaptations cinématographiques de l'œuvre de A. A. Milnes, le studio Disney a réalisé de nombreuses productions en plus des moyens métrages compilés en 1977 sous le titre Les Aventures de Winnie l'ourson. On peut citer entre autres les éléments suivants. Un comic strip sur Winnie l'ourson a débuté en 1978. La première adaptation est une série télévisée nommée Les Aventures de Winnie l'ourson (Welcome to Pooh Corner) présentant des marionnettes et des acteurs costumés produite de 1983 à 1986, et que l'on peut rapprocher des Muppets. Les frères Sherman sont rappelés par le studio pour réécrire le thème de Winnie et cinq nouvelles chansons pour chacun des personnages principaux, Coco Lapin, Porcinet, Bourriquet, Tigrou et Winnie.
En 1984, Western Publishing suspend l'ensemble des publications Disney dont les magazines sur Winnie l'ourson publiées par sa filiale Gold Key Comics mais l'éditeur Gladstone récupère la majorité des droits et les publications redeviennent disponibles au plus tard en 1986.
Par la suite, toutes les productions utilisent des techniques d'animation, soit traditionnelles soit en images de synthèse. La série Les Nouvelles Aventures de Winnie l'ourson, produite par Walt Disney Television Animation, est considérée comme la première suite du film. Elle a été initialement diffusée de 1988 à 1991. Selon John Grant, cette série poursuit clairement les moyens métrages compilés dans Les Aventures de Winnie l'ourson de 1977. Au fur et à mesure de la production, l'histoire est de plus en plus propre à Disney et de moins en moins associable à Alan Alexander Milne malgré le travail du scénariste Bruce Talkington pour consulter l'œuvre de Milne régulièrement afin d'en conserver l'esprit et la logique. Un épisode spécial, intitulé Winnie l'ourson : Noël à l'unisson, a été produit pour Noël 1991 par Walt Disney Animation France. Cette série a été compilée en DVD en 2005 sous le titre Le Monde magique de Winnie l'ourson. Par la suite plusieurs longs métrages d'animation ont été produits.
Au début des années 1990, dans la même optique de capitaliser sur l'univers de Winnie l'ourson, Walt Disney Imagineering a tenté de développer une attraction de type parcours scénique basé sur les films. Le but était initialement d'en faire un élément du futur Mickey's Toontown avec comme histoire de base la quête de Winnie pour le miel mais elle fut remplacée par Roger Rabbit's Car Toon Spin. Le concept était de faire déplacer les visiteurs dans des pots de miel. Le concept ne fut toutefois pas abandonné et a été repris sous le nom Many Adventures of Winnie the Pooh.

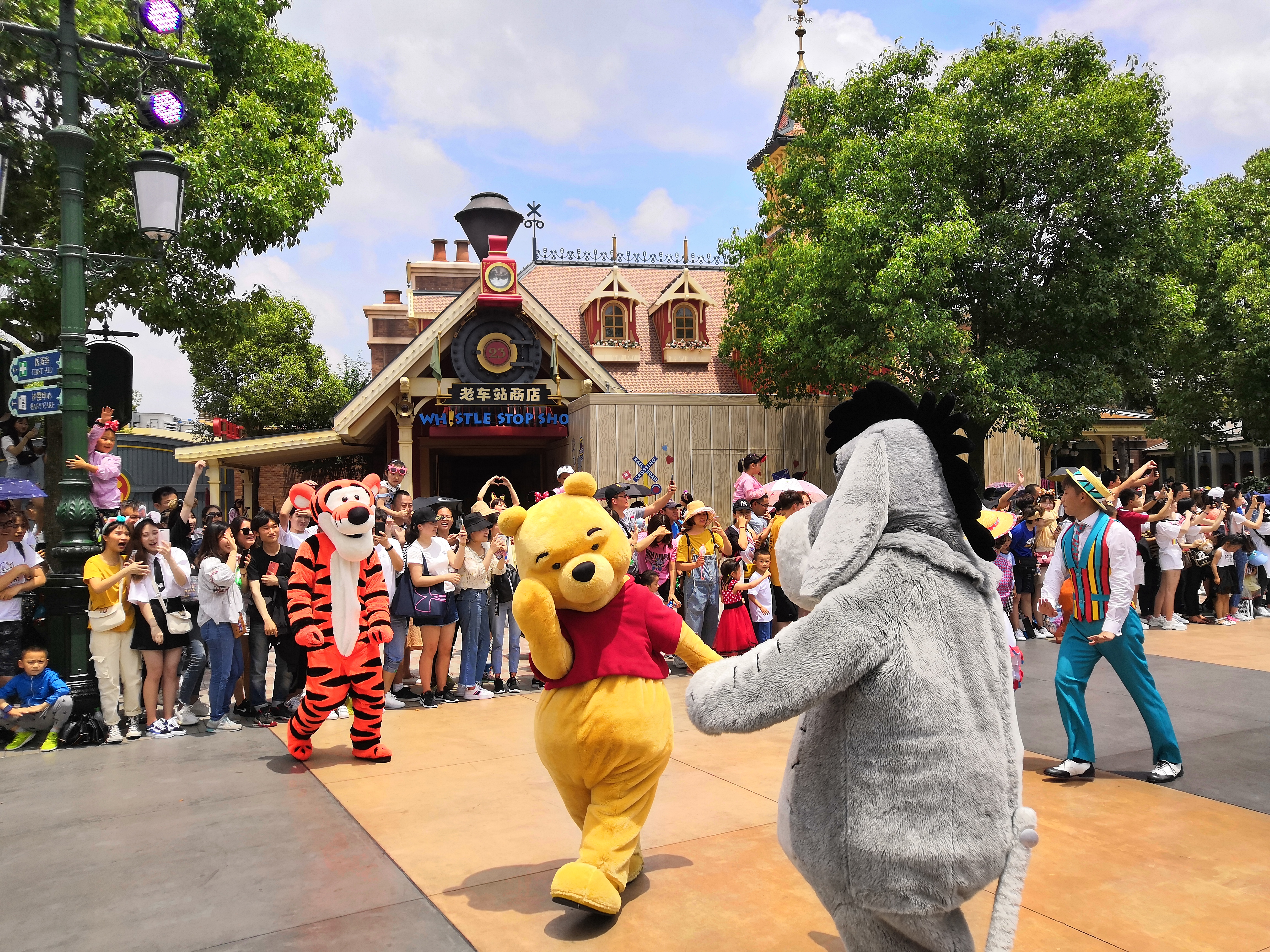
Winnie l'ourson et ses amis défilant dans le parc Shanghai Disneyland.

Parmi les très nombreuses productions du studio Disney liées à la franchise Winnie l'ourson on peut noter les longs métrages, les séries télévisées d'animation et les attractions suivants :
- Longs métrages
  - 1997 : Winnie l'ourson 2 : Le Grand Voyage (Pooh's Grand Adventure : The Search for Christopher Robin)
  - 1999 : Winnie l'ourson : Joyeux Noël (Winnie the Pooh: Seasons of Giving)
  - 2000 : Les Aventures de Tigrou (The Tigger Movie)
  - 2002 : Winnie l'ourson : Bonne Année (Winnie the Pooh: A Very Merry Pooh Year)
  - 2003 : Les Aventures de Porcinet (Piglet's Big Movie)
  - 2004 : Les Aventures de Petit Gourou (Winnie the Pooh: Springtime with Roo)
  - 2005 : Winnie l'ourson et l'Éfélant (Pooh's Heffalump Movie)
  - 2005 : Winnie l'ourson : Lumpy fête Halloween (Pooh's Heffalump Halloween Movie)
  - 2011 : Winnie l'ourson (Winnie the Pooh)
- Séries télévisées
  - 1983-1987 : Les Aventures de Winnie l'ourson (Welcome to Pooh Corner) avec personnages « réels »
  - 1988-1991 : Les Nouvelles Aventures de Winnie l'ourson (The New Adventures of Winnie the Pooh), une série animée produite
  - 2001-2003 : Le Livre de Winnie l'ourson une série avec des marionnettes
  - 2007-2009 : Mes amis Tigrou et Winnie une série en image de synthèse
- Attractions dans les parcs Disney :
  - Many Adventures of Winnie the Pooh
    - au Magic Kingdom en Floride
    - à Disneyland en Californie
    - à Hong Kong Disneyland
    - à Shanghai Disneyland

  - Pooh's Hunny Hunt à Tokyo Disneyland.
  - Hunny Pot Spin à Shanghai Disneyland